# Parrot Away
|  | Denne artikel er oprettet af botten Steenthbot ud fra en ekstern database. Den kan derfor have sproglige fejl eller mangler. Denne skabelon kan fjernes efter kontrol af indholdet. |

Parrot Away er en dansk børnefilm fra 2015 instrueret af Mads Wiedner.

## Handling
Den grimme papegøje Pierre er heldig, da en moderigtig pirat kommer for sent da piraterne skal udvælge deres papegøje.